# Pleuraphodius medanii
Pleuraphodius medanii är en skalbaggsart som beskrevs av S. Endrödi 1979. Pleuraphodius medanii ingår i släktet Pleuraphodius och familjen Aphodiidae. Inga underarter finns listade i Catalogue of Life.